# Kim Ho
Dans ce nom coréen, le nom de famille, Kim, précède le nom personnel.
Kim Ho (Coréen: 김호) (né le 24 novembre 1944 à Tongyeong en Corée) est un footballeur international sud-coréen, qui évoluait au poste de défenseur, avant de devenir entraîneur.

## Biographie

### Carrière de joueur

#### Carrière en sélection
Avec l'équipe de Corée du Sud, il joue 71 matchs (pour aucun but inscrit) entre 1965 et 1973. 
Il figure notamment dans le groupe des sélectionnés lors de la coupe d'Asie des nations de 1972.

### Carrière d'entraîneur
Il est l'entraîneur de l'équipe de Corée du Sud lors du mondial 1994 organisé aux États-Unis.
Pendant neuf saisons, il dirige les joueurs du Samsung Bluewings.